# Малый Майзас (посёлок)
Малый Майзас — посёлок в Междуреченском городском округе Кемеровской области России. Входил в состав Майзасского сельсовета (сейчас — Майзасское территориальное управление).

## История
Основан в 1956 году. Назван по р. Малый Майзас.
23 марта 1994 года в 00:58 KRAT, в 3-х километрах северо-восточнее посёлка Малый Майзас произошла крупная авиационная катастрофа. Авиалайнер Airbus A310-308 авиакомпании «Аэрофлот», выполнявший плановый международный рейс SU593 по маршруту Москва — Гонконг, через 4 часа и 19 минут после взлёта столкнулся со склоном сопки на высоте 400 метров и полностью разрушился. Погибли все находившиеся на его борту 75 человек — 63 пассажира и 12 членов экипажа.

## География
Малый Майзас расположен в юго-восточной части Кемеровской области и находится на берегу реки Малый Майзас. Уличная сеть не развита.

## Население
| 2010 |
| ---- |
| 0    |

Национальный состав
Согласно результатам переписи 2002 года, в национальной структуре населения русские составляли 100 % от общей численности населения в 2 жителя

## Инфраструктура
Лесная промышленность.

## Транспорт
Просёлочные дороги.